# Hans Sprinckhorn
Hans Sprinckhorn, född 1661 i Livland, död 1715 i Göteborg, var en silversmed.
Sprinckhorn var gift med Britta Otterbäck. Han kom till Sverige omkring 1690 och blev mästare i Göteborg 1693 samt ålderman inom skrået från 1703. Sprinckhorn är upphovsman till ett silverfat från 1705 där bottenfältet visar en framställning av Jakobs kamp med ängeln och där barockornamentikens frukter och fåglar på brättet fått en mjuk inramning av Bérainska bandslingor. Bland hans övriga produktion märks en dryckeskanna från 1694, en figursmyckad dosa från 1701 samt ett bokband i trådarbete från 1713. Sprinckhorn är representerad vid Göteborgs museum och Hallwylska museet i Stockholm.